# Johannes Stumpf (Maschinenbauingenieur)

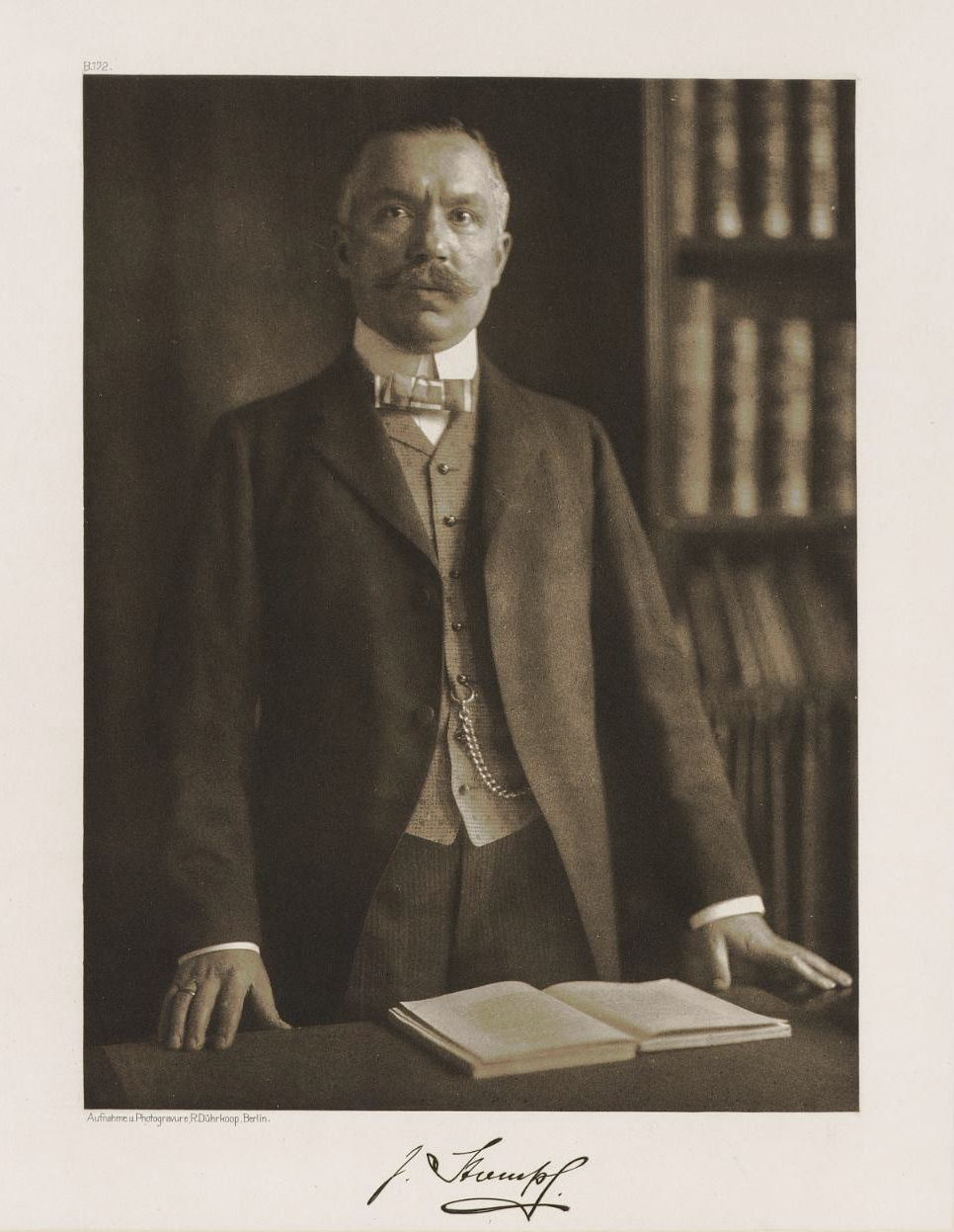
Johannes Stumpf, 1907, Foto von Rudolf Dührkoop

Johannes Stumpf, auch Johann Stumpf, (* 6. April 1862 in Mülheim am Rhein; † 18. November 1936 in Berlin) war ein deutscher Maschinenbauingenieur und Hochschullehrer.

## Leben und Wirken
Von 1896 bis 1930 lehrte Stumpf als Professor für Kraftmaschinenbau an der Technischen Hochschule (Berlin-)Charlottenburg. Er verhalf der Gleichstromdampfmaschine zum Durchbruch – vor allem in Deutschland. Ab etwa 1908 löste die effizientere Gleichstromtechnik zunehmend das bis dahin übliche Wechselstromprinzip ab. Anwendung fanden diese Maschinen vor allem im Schiffbau und als Lokomobile. Einer seiner Assistenten war Felix Meineke.
Stumpf war seit dem 26. Januar 1926 ordentliches Mitglied der Preußischen Akademie der Wissenschaften. Dem Verein Deutscher Ingenieure (VDI) gehörte er bereits seit 1889 an, ab 1908 war er Mitglied der Schiffbautechnischen Gesellschaft.
1920 zeichnete die Technische Hochschule Aachen  Johannes Stumpf mit dem Grad eines Doktoringenieurs ehrenhalber aus. Er war Ehrenbürger der TH Berlin. In Köln-Buchheim ist eine Straße nach ihm benannt.

## Schriften
- Die Gleichstrom-Dampfmaschine. Oldenbourg, München 1911. (3. Auflage, 1922.)